# Bakondi György
Bakondi György (Budapest, 1952. október 15. –) határőr, ügyvéd. A Belügyminisztérium (BM) Országos Katasztrófavédelmi Főigazgatóságának (OKF) főigazgatója 2000–2002 között, majd 2010. július 1-től 2015. április 15-ig. Mindkét időintervallumban kormánybiztosként is funkcionált.

## Tanulmányai
A szolnoki Verseghy Ferenc Gimnáziumban érettségizett 1971-ben, majd a szentendrei Kossuth Lajos Katonai Főiskola hallgatójaként határőr-parancsnokként és általános iskolai tanárként diplomázott 1975-ben. 1977-1982 között a József Attila Tudományegyetem jogi végzettséget szerzett, a jogi szakvizsgát 1997-ben tette le. 1990-ben és 1992-ben az Amerikai Egyesült Államokban járt tanulmányutakon.

## Pályafutása
Pályafutását a kommunista ideológiáért felelős politikai tisztként a Kossuth Lajos Katonai Főiskolán kezdte, majd a röszkei határátkelőhelyen parancsnok-helyettesi beosztásba került, a rendszerváltást követően 1991–1999 között a Határőrség országos parancsnok-helyettesévé nevezték ki, 1994-ben nevezték ki tábornoki rendfokozatba. 1999-ben (47 évesen) nyugdíjazták, majd az első Orbán-kormány ideje alatt a Felső-Tiszai árvizeket követően 1999-ben és 2001-ben is az Árvízi újjáépítési és helyreállítási kormánybiztos-i feladatát töltötte be.
2000-ben, az Országos Katasztrófavédelmi Főigazgatóság (OKF) megalapításakor Pintér Sándor akkori belügyminiszter a szervezet első főigazgatójává nevezte ki Bakondit. A kormányváltást követően az OKF élén a megbízatását nem hosszabbították meg, 2002 decemberében távoznia kellett a szervezet éléről, mivel Keller László közpénzügyi államtitkárként feljelentette egy 1999-es ügy miatt. A vád szerint az évtizedekkel korábban martinsalakos technológiával épült lakóházak esetén Bakondi vádolható azzal, hogy közbeszerzési eljárás nélkül bízott meg legalább egy céget a munkálatok elvégzésével. A rendőrség 2003-ban megszüntette a nyomozást, amelyet az ügyészség is helybenhagyott.
2003 és 2010 között ügyvédként és társtulajdonosként dolgozott egy ügyvédi irodánál, szakterülete elsősorban a közbeszerzés volt. Bekerült a botrányairól elhíresült UD Zrt. felügyelőbizottságába, amellett, hogy ő volt a cég jogi képviselője is egy személyben.
2010 nyarán a második Orbán-kormány reaktiválta, előbb árvízi újjáépítési biztos lett, majd kinevezték a katasztrófavédelem vezetőjévé, 2010. június 15-én tűzoltó vezérőrnagyként helyezték újra állományba. Még ez év október 14-én kormánybiztossá nevezték ki. 2010 októberében az ajkai vörösiszap-katasztrófa után Bakondit nevezték ki a MAL Zrt. élére, amikor a céget állami felügyelet alá helyezték. A vörösiszap-katasztrófa után a kormány 2012. január 1-jétől megnövelt hatás- és jogkört adott a Katasztrófavédelemnek, a 2011. évi CXXVIII. törvény alapján. Új pozíciójában számtalan konfliktusba keveredett a korábbi tűzoltókkal, akik sérelmezték, hogy elvette nevüket, tradíciójukat, továbbá több esetben is erősen megkérdőjelezhető személyeket nevezett ki vezetői posztokra. Időszaka alatt több bírósági ügyre is sor került olyan tűzoltók ellen, akik az új rendszert kifogásolták.
2012. december 1-jétől Bakondi újabb pozíciót kapott, télügyi kormánybiztossá nevezték ki. A 2013. évi dunai árvízi védekezés irányítója, majd miniszterelnöki megbízottként a helyreállítás vezetője volt augusztus 31-ig. 2015. április 15-ével Bakondit nyugállományba helyezték. 2016. július 30-án, mint a miniszterelnök belbiztonsági főtanácsadója, ő jelentette be, hogy megszűntek a tiltott határátlépések a déli határzár közelében.

## Magánélete
Nős, három gyermeke van. Angolul és oroszul beszél, a Nemzeti Közszolgálati Egyetem címzetes docense.

## Kitüntetései
- A Magyar Érdemrend középkeresztje a csillaggal – katonai tagozat (2015)[10][11]